# そーっと歌ってみよう
『そーっと歌ってみよう』（そーっとうたってみよう）は、1983年11月8日から同年12月13日まで、テレビ朝日系列局で毎週火曜 21:00 - 21:54 （日本標準時）に放送されたテレビ朝日製作の音楽バラエティ番組である。のちに番組名を『わがまま気ままベストワン!!』（わがままきままベストワン）に改題し、1983年12月20日から1984年3月27日まで放送。

## 概要
萩本欽一と欽ちゃんファミリーのメンバーが出演していた番組。
『そーっと歌ってみよう』時代には、セリフの代わりに歌でコントを繰り広げる「使ってはいけない音楽」、日本各地の一般人たちがカラオケで日本歌謡大賞の受賞シーンを再現する「歌謡大賞」などのコーナーがあったが、番組は放送開始からわずか1か月で『わがまま気ままベストワン!!』と改題。以後は、小西博之と三好鉄生による「歌のベストテン」、山口良一が担当する「視聴者が選ぶベスト3」、大杉勝男と小堺一機と小張多美子（のちの野咲たみこが担当する「そーっと語ってみよう」のコーナーが中心になった。

## 出演者
- 萩本欽一（コント55号）
- 小西博之
- 三好鉄生
- 大杉勝男（元ヤクルトスワローズ選手）
- 小堺一機
- 山口良一
- 小張多美子（のちの野咲たみこ）

## スタッフ
- 企画・構成：秋房子、大岩賞介、永井準、鈴木しゅんじ、益子強、君塚良一
- 協力：東洋現像所（現：IMAGICA）、浅井企画
- 演出：一杉丈夫、森岡茂実
- プロデューサー：一杉丈夫
- 制作著作：テレビ朝日